# Athetis cinerascens
Athetis cinerascens là một loài bướm đêm trong họ Noctuidae.